# Шалене кохання
«Шалене кохання» («L'amour braque») — французька кримінальна кінодрама 1985 року, знята режисером Анджеєм Жулавським, з Софі Марсо і Чекі Каріо у головних ролях.

## Сюжет
Леон, вірячи у своє шляхетне угорське походження, щойно вийшов із психіатричної лікарні і попрямував із рідної Угорщини до Франції. Дорогою він випадково натрапляє на Міккі, злочинця, який щойно пограбував банк і готується завдати удару по братах Вененах в помсту за образу, заподіяну його дівчині Марі. Леон, який не зовсім розуміється на похмурих планах Міккі, знаходить спосіб підтримувати зв'язок із ним і з ходом подій виявляє глибокі почуття до Марі.

## У ролях
- Софі Марсо: Марі
- Чекі Каріо: Міккі
- Франсіс Гюстер: Леон
- Крістіан Жан: Аґле
- Жан-Марк Борі: Сімон
- Ролан Дюбільяр: комісар
- Марі-Крістін Адам: мати Марі
- Владимир Йорданов: Маталон
- Геад Марлон: Жільбер Венен
- Мішель Альбертіні: Андре
- Саїд Амадіс: каїд
- Гаррі Клевен: Плутон
- Ален Флік: Едґар Венен
- Бернар Фрейд: Клод Венен
- Жак Ґалло: Піксу
- Рауль Ґілад: Нестор
- Полін Лафон: Мартін
- Жюлі Равікс: Жизель
- Жан-Франсуа Субіель: Дональд
- Серж Спіра: барон

## Знімальна група
- Режисер: Анджей Жулавський
- Сценарист: Анджей Жулавський
- Оператор: Жан-Франсуа Робен
- Композитор: Станіслас Сіревич
- Художник: Домінік Андре
- Продюсер: Антуан Ганнаж